# L'arte di petare
L'arte di petare è un libro umoristico pseudo-medico scritto da Pierre-Thomas-Nicolas Hurtaut, e pubblicato anonimamente nel 1751. Il libro è sottotitolato L'arte di petare, prova teorico-fisica e di metodo a beneficio delle persone stitiche, serie e austere, delle signore malinconiche e di tutti coloro che restano schiavi del pregiudizio.

## Edizioni
- L'arte di petare, ovvero Il Manuale Del Subdolo Artigliere, ES editrice, Milano 2005 ISBN 88-87939-68-3
- L'arte di petare, Baldini & Castoldi ISBN 9788868529321, 2016